# Freycinetia corneri
Freycinetia corneri är en enhjärtbladig växtart som beskrevs av Benjamin Clemens Masterman Stone. Freycinetia corneri ingår i släktet Freycinetia och familjen Pandanaceae. Inga underarter finns listade.